# Luigi di Borgogna

Blasone di Luigi di Borgogna.

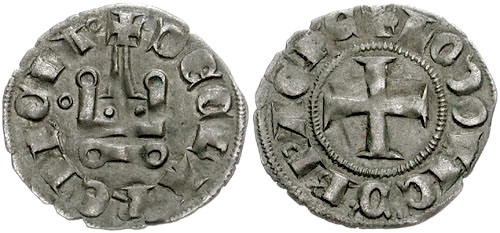
Tornese coniato da Luigi di Borgogna.

Luigi di Borgogna, o di Acaia (Louis in francese e in inglese, Ludwig in tedesco Ludewijk in fiammingo, Luís in spagnolo e in portoghese, Loís in aragonese e Lluís in catalano e Lodovicus  in latino) (1297 – 2 agosto 1316), fu re titolare di Tessalonica e principe di Acaia e di Morea dal 1313 alla sua morte.

## Origine
Secondo la Histoire des ducs de Bourgogne de la race capétienne, vol. VI, Luigi era il figlio maschio quartogenito del Duca di Borgogna e re titolare di Tessalonica, Roberto II e della moglie, Agnese di Francia (1260-1325), che, come ci viene confermato dalla Chronique anonyme des rois de France, era la figlia minore (ultimogenita) del re di Francia, San Luigi IX (1215 – 1270) e di Margherita di Provenza (1221 – 1295), che, come riportato dal Vincentii Bellovacensis Memoriale Omnium Temporum era la figlia primogenita del conte di Provenza e conte di Forcalquier, Raimondo Berengario IV (1198 – 1245) e della moglie (come risulta dalla cronaca del monaco benedettino inglese, cronista della storia inglese, Matteo Paris (1200 – 1259), quando descrive il matrimonio della figlia Eleonora con il re d'Inghilterra, Enrico III), Beatrice di Savoia (1206 – 1266).
Roberto II di Borgogna, come ci viene confermato nel testamento del padre del 1272, era il figlio quintogenito ed anche ultimogenito del Duca di Borgogna ed in seguito re titolare di Tessalonica, Ugo IV di Borgogna e della prima moglie, Iolanda di Dreux, che, come ci viene confermato dalla Chronica Albrici Monachi Trium Fontium, era figlia del conte di Dreux e di Braine, Roberto III e della moglie (come ci viene confermato dal documento n° LXXIX del Cartulaire du comté de Ponthieu), Eleonora, signora di Saint-Valéry, come appendiamo dalla Histoire généalogique des ducs de Bourgogne de la maison de France.

## Biografia
Suo padre, Roberto II fu incaricato di importanti missioni dai re di Francia, Filippo III l'Ardito e Filippo il Bello. Da quest'ultimo fu nominato gran ciambellano di Francia.
Nel 1297, Filippo il Bello lo scelse per una delicata missione a Roma, per cui Roberto fece testamento, nominando suo successore il figlio, Ugo e affidando la reggenza alla moglie, Agnese di Francia, sinché Ugo non avesse raggiunto la maggior età, citando inoltre Luigi, tra i figli ancora in vita, a cui concede la signoria di Gray, da Luigi poi scambiata con quella di Duesme.
Dopo che, l'anno prima, si era ammalato, suo padre, Roberto II morì il 21 marzo 1306 lasciando erede il figlio Ugo, sotto la tutela della madre, Agnese di Francia (la reggenza sarebbe durata sino al 9 novembre 1311).
Suo fratello, Ugo V (1294 – 1315), subentrato al padre nei titoli di duca di Borgogna e re titolare di Tessalonica, a quel tempo era fidanzato a Caterina II di Valois-Courtenay, figlia del conte di Valois, Carlo e di Caterina I di Courtenay, regina titolare di Costantinopoli. Ma quando Caterina II, dopo la morte della madre (nel 1307) e del fratello maggiore, Giovanni, conte di Chartre, nel 1308, era diventata la regina titolare di Costantinopoli, Carlo di Valois preferì avere per genero qualcuno che potesse riconquistare Gerusalemme e la scelta, cadde su Filippo I di Taranto, che, dopo il matrimonio, nel 1313, divenne Imperatore Latino titolare. Ugo accettò la rinuncia al fidanzamento in cambio di una notevole compensazione:
- il suo fidanzamento con la piccola Giovanna di Francia, erede della contea di Borgogna (ma che nel 1322, alla morte del padre, Filippo V, non divenne regina di Francia, su conforme parere dei giuristi, un'assemblea di nobili, simile a quella che un tempo aveva eletto Ugo Capeto, approvò la successione, in conformità alla legge salica, secondo cui la successione spettava solo agli eredi maschi[14]), figlia del futuro re di Francia, Filippo V il Lungo e di Giovanna di Borgogna[15], futura contessa di Borgogna;
- il matrimonio, nel 1313, tra sua sorella Giovanna di Borgogna (1293-1348) e il figlio di Carlo di Valois, Filippo (1293-1350), conte del Maine, di Valois e d'Angiò, poi re Filippo VI di Francia; e Giovanna, che, secondo la Histoire généalogique des ducs de Bourgogne de la maison de France, era stata fidanzata al principe di Taranto, Filippo I d'Angiò, figlio del re di Napoli Carlo II[16] e di Maria d'Ungheria, dopo che, nel 1309, Filippo I d'Angiò, aveva ripudiato la sua prima moglie, Tamara Angela Comnena Ducena, come indennizzo ricevette le terre materne della sposa di Filippo, il Courtenay, e altre sue proprietà sul continente[17]
- il matrimonio, nel 1313, tra suo fratello, Luigi di Borgogna, e Matilde di Hainaut (1293-1331), principessa di Acaia e di Morea. Il contratto di matrimonio fu siglato il 6 aprile 1313, e il 31 luglio, Luigi di Borgogna, divenuto re titolare di Tessalonica, per concessione del fratello, Ugo V di Borgogna[18], divenne anche principe consorte d'Acaia, per diritto di matrimonio, per aver sposato la vedova del duca di Atene, Guido II de la Roche[11], Matilde di Hainaut, figlia unica dello Statolder di Zelanda, Signore di Braine-le-Comte e di Hal in Hainaut, Fiorenzo di Hainaut (1255 – 1297, figlio del conte di Hainaut, Giovanni I e di Adelaide d'Olanda) e di Isabella di Villehardouin, principessa di Acaia e di Morea, figlia del principe di Acaia e di Morea, Guglielmo II di Villehardouin e di Anna Komnena Doukaina (figlia di Michele II d'Epiro)[18]; secondo la Histoire des ducs de Bourgogne de la race capétienne, vol. VI, il matrimonio era avvenuto l'anno prima, nel 1312[1]. Questo matrimonio, organizzato da Filippo I di Taranto, viene descritto anche dallo storico John Van Antwerp Fine Jr., professore di storia all'Università del Michigan, nel suo The Late Medieval Balkans: A Critical Survey from the Late Twelfth Century .. (non consultato)[11].

Nonostante la coppia rimanesse a vivere nelle sue proprietà, in Borgogna, la repubblica di Venezia, li riconobbe nei loro titoli che possedevano in Morea, come risulta dalle Chroniques gréco-romanes inédites ou peu connues (Ser Ludoycus Princeps Achaie, dominus Mahalda principissa eius uxor).
Il 9 maggio 1315, suo fratello Ugo morì lasciando il titolo di duca di Borgogna all'altro fratello Oddone. Luigi si oppose e cercò di ostacolare la successione del fratello, ma la sua resistenza ebbe breve durata e, il 3 luglio 1315, a Volnay, riconobbe il fratello come duca di Borgogna, Oddone IV.
Dato che il loro feudo, il principato di Acaia e di Morea, nel 1315, era stato occupato dal cugino di Matilde, Ferdinando di Majorca (1278 – 1316), un altro pretendente in quanto aveva sposato la cugina prima di Matilde, Isabella di Sabran, la coppia, Luigi e Matilde, con l'aiuto dei veneziani, partì per l'Oriente per riprendere il possesso del fedo; sbarcò a Patrasso, nell'aprile 1316 e, dopo alcune difficoltà iniziali, attaccò le posizioni di Ferdinando che fu sconfitto a Manolada nella Elide il 5 luglio 1316, e decapitato sul campo, come viene raccontato dallo storico inglese, William Miller nel suo The Latins in the Levant. A History of Frankish Greece (1204-1566).
Luigi di Borgogna morì anch'egli poco dopo, circa un mese dopo la sua vittoria, per avvelenamento, ad opera, si sospetta, del conte di Cefalonia, Giovanni I Orsini.
La salma di Luigi fu trasferita in Borgogna e tumulata nell'Abbazia di Cîteaux.
La moglie, Matilde, rimasta vedova per la seconda volta, si sposò per altre due volte: nel 1318, Giovanni d'Angiò, conte di Gravina e di Alba (quest'ultimo matrimonio fu annullato nel 1321) e poi con Ugo de La Palice, prima dell'annullamento del terzo matrimonio, per cui Matilde fu considerata bigama.

## Discendenza
Di Luigi non si conosce alcuna discendenza.

## Ascendenza
|                        |                       |                                    | Genitori                  |  |  | Nonni |  |  | Bisnonni               |  |  | Trisnonni           |  |
|                        |                       |                                    |                           |  |  |       |  |  | Oddone III di Borgogna |  |  | Ugo III di Borgogna |  |
|                        |                       |                                    |                           |  |  |       |  |  | Oddone III di Borgogna |  |  | Ugo III di Borgogna |  |
|                        |                       | Alice di Lorena                    |                           |  |  |       |  |  | Oddone III di Borgogna |  |  |                     |  |
| Ugo IV di Borgogna     |                       |                                    |                           |  |  |       |  |  | Oddone III di Borgogna |  |  |                     |  |
|                        |                       | Alice di Vergy                     | Ugo di Vergy              |  |  |       |  |  |                        |  |  |                     |  |
|                        |                       | Alice di Vergy                     | Ugo di Vergy              |  |  |       |  |  |                        |  |  |                     |  |
|                        |                       | Alice di Vergy                     | Gillette di Trainel       |  |  |       |  |  |                        |  |  |                     |  |
| Roberto II di Borgogna |                       | Alice di Vergy                     |                           |  |  |       |  |  |                        |  |  |                     |  |
|                        |                       | Roberto III di Dreux               | Roberto II di Dreux       |  |  |       |  |  |                        |  |  |                     |  |
|                        |                       | Roberto III di Dreux               | Roberto II di Dreux       |  |  |       |  |  |                        |  |  |                     |  |
|                        |                       | Roberto III di Dreux               | Iolanda di Coucy          |  |  |       |  |  |                        |  |  |                     |  |
| Yolanda di Dreux       |                       | Roberto III di Dreux               |                           |  |  |       |  |  |                        |  |  |                     |  |
|                        |                       | Aénor di Saint-Valéry              | Tommaso di Saint-Valéry   |  |  |       |  |  |                        |  |  |                     |  |
|                        |                       | Aénor di Saint-Valéry              | Tommaso di Saint-Valéry   |  |  |       |  |  |                        |  |  |                     |  |
|                        |                       | Aénor di Saint-Valéry              | Adele di Ponthieu         |  |  |       |  |  |                        |  |  |                     |  |
| Luigi di Borgogna      |                       | Aénor di Saint-Valéry              |                           |  |  |       |  |  |                        |  |  |                     |  |
|                        | Luigi VIII di Francia | Filippo II di Francia              |                           |  |  |       |  |  |                        |  |  |                     |  |
|                        | Luigi VIII di Francia | Filippo II di Francia              |                           |  |  |       |  |  |                        |  |  |                     |  |
|                        | Luigi VIII di Francia | Isabella di Hainaut                |                           |  |  |       |  |  |                        |  |  |                     |  |
| Luigi IX di Francia    | Luigi VIII di Francia |                                    |                           |  |  |       |  |  |                        |  |  |                     |  |
|                        |                       | Bianca di Castiglia                | Alfonso VIII di Castiglia |  |  |       |  |  |                        |  |  |                     |  |
|                        |                       | Bianca di Castiglia                | Alfonso VIII di Castiglia |  |  |       |  |  |                        |  |  |                     |  |
|                        |                       | Bianca di Castiglia                | Eleonora d'Inghilterra    |  |  |       |  |  |                        |  |  |                     |  |
| Agnese di Francia      |                       | Bianca di Castiglia                |                           |  |  |       |  |  |                        |  |  |                     |  |
|                        |                       | Raimondo Berengario IV di Provenza | Alfonso II di Provenza    |  |  |       |  |  |                        |  |  |                     |  |
|                        |                       | Raimondo Berengario IV di Provenza | Alfonso II di Provenza    |  |  |       |  |  |                        |  |  |                     |  |
|                        |                       | Raimondo Berengario IV di Provenza | Garsenda di Provenza      |  |  |       |  |  |                        |  |  |                     |  |
| Margherita di Provenza |                       | Raimondo Berengario IV di Provenza |                           |  |  |       |  |  |                        |  |  |                     |  |
|                        |                       | Beatrice di Savoia                 | Tommaso I di Savoia       |  |  |       |  |  |                        |  |  |                     |  |
|                        |                       | Beatrice di Savoia                 | Tommaso I di Savoia       |  |  |       |  |  |                        |  |  |                     |  |
|                        |                       | Beatrice di Savoia                 | Margherita di Ginevra     |  |  |       |  |  |                        |  |  |                     |  |
|                        |                       | Beatrice di Savoia                 |                           |  |  |       |  |  |                        |  |  |                     |  |

### Fonti primarie
- (LA)  Monumenta Germaniae Historica, Scriptores, tomus XXIII.
- (LA)  Monumenta Germaniae Historica, Scriptores, Tomus XXIV.
- (LA)  Matthæi Parisiensis, Monachi Sancti Albani, Chronica Majorar, vol. IV.
- (LA, FR)  Recueil des historiens des Gaules et de la France. Tome 21.
- (LA)  Cartulaire du comté de Ponthieu.
- (LA)  Chroniques gréco-romanes inédites ou peu connues

### Letteratura storiografica
- Hilda Johnstone, Francia: gli ultimi Capetingi, cap. XV, vol. VI (Declino dell'impero e del papato e sviluppo degli stati nazionali) della Storia del Mondo Medievale, 1999, pp. 569–607.
- (FR)  Histoire des ducs de Bourgogne de la race capétienne, tome VI.
- (FR)  Histoire généalogique des ducs de Bourgogne de la maison de France.
- (EN)  The Latins in the Levant. A History of Frankish Greece (1204-1566).